# Route 141 (Québec)
Pour les articles homonymes, voir Route 141.
La route 141 (R-141) est une route nationale québécoise d'orientation nord / sud située au sud du fleuve Saint-Laurent. Elle dessert la région administrative de l'Estrie.

## Tracé
La route 141 débute à la frontière américaine à Saint-Herménégilde comme prolongement de la VT 141 et poursuit son chemin vers le centre-ville de Magog. Elle traverse entre autres Coaticook et Ayer's Cliff. D'ailleurs, dans cette municipalité, elle borde l'extrémité sud du lac Massawippi. Elle passe également dans le Parc national du Mont-Orford et tout près des pistes de la station de ski du même nom.

## Frontière internationale
À son extrémité sud, à Saint-Herménégilde, la route 141 relie le Québec à l'État du Vermont, aux États-Unis d'Amérique. Au sud de la frontière, la route 141 poursuit son chemin sous le nom de Vermont Route 141, laquelle permet de relier la route 114 du Vermont moins d'un kilomètre plus loin. On entre aux États-Unis par la municipalité de Canaan, dans le comté d'Essex. Le poste frontalier est ouvert à l'année, 24/7, et ne compte qu'une seule voie d'entrée.

## Localités traversées (du sud au nord)
Liste des municipalités dont le territoire est traversé par la route 141, regroupées par municipalité régionale de comté.

### Estrie
Coaticook
- Saint-Herménégilde
- Dixville
- Coaticook
- Barnston-Ouest
- Stanstead-Est

Memphrémagog
- Ayer's Cliff
- Sainte-Catherine-de-Hatley
- Magog
- Orford

## Intersections majeures
| MRC                     | Municipalité               | km    | Destinations                                        | Notes                                                                                 |
| ----------------------- | -------------------------- | ----- | --------------------------------------------------- | ------------------------------------------------------------------------------------- |
| Coaticook               | Saint-Herménégilde         | 0,00  | VT 141 sud – Canaan                                 | Continue au Vermont                                                                   |
| Coaticook               | Saint-Herménégilde         | 17,70 | R-251 nord – Saint-Herménégilde, East Hereford      | East Hereford indiqué en direction sud seulement; terminus sud de la R-251            |
| Coaticook               | Coaticook                  | 26,00 | R-147 sud – Vermont, Dixville                       | Terminus sud du multiplex avec la R-147; Dixville indiqué en direction nord seulement |
| Coaticook               | Coaticook                  | 27,90 | R-206 est – Sainte-Edwidge-de-Clifton               | Terminus ouest de la R-206                                                            |
| Coaticook               | Coaticook                  | 28,40 | R-147 nord – Compton, Sherbrooke                    | Terminus nord du multiplex avec la R-147                                              |
| Memphrémagog            | Stanstead-Est              | 47,90 | R-143 – Stanstead, Sherbrooke                       |                                                                                       |
| Memphrémagog            | Ayer's Cliff               | 50,40 | R-208 est – Massawippi, Compton                     | Terminus ouest de la R-208                                                            |
| Memphrémagog            | Sainte-Catherine-de-Hatley | 54,10 | A-55 – Stanstead, Montréal, Sherbrooke              | Sortie 21 de l'A-55                                                                   |
| Memphrémagog            | Magog                      | 66,70 | R-247 sud – Georgeville                             | Terminus nord de la R-247                                                             |
| Memphrémagog            | Magog                      | 67,00 | R-112 (Rue Principale)                              |                                                                                       |
| Memphrémagog            | Magog                      | 70,20 | A-10 – Montréal, Sherbrooke                         | Sortie 118 de l'A-10                                                                  |
| Memphrémagog            | Magog                      | 80,80 | A-10 / R-112 – Magog, Montréal, Sherbrooke, Eastman | Sortie 115 de l'A-10                                                                  |
| - TErminus de multiplex |                            |       |                                                     |                                                                                       |